# Liste der Biografien/Dh
Liste der Biografien |
Portal Biografien |
Personensuche
# |
A |
B |
C |
D |
E |
F |
G |
H |
I |
J |
K |
L |
M |
N |
O |
P |
Q |
R |
S |
T |
U |
V |
W |
X |
Y |
Z |
?
 
Da |
Db |
Dc |
Dd |
De |
Dg |
Dh |
Di |
Dj |
Dk |
Dl |
Dm |
Dn |
Do |
Dq |
Dr |
Ds |
Du |
Dv |
Dw |
Dy |
Dz
Die Liste der Biografien führt alle Personen auf, die in der deutschsprachigen Wikipedia einen Artikel haben. Dieses ist eine Teilliste mit 137 Einträgen von Personen, deren Namen mit den Buchstaben „Dh“ beginnt.

## Dh

### Dha
- Dhabbi, Mohy Abdullah Al, jemenitischer Diplomat und Politiker
- Dhabitah Sabri, Nur (* 1999), malaysische Wasserspringerin
- Dhaenens, Rudy (1961–1998), belgischer Radrennfahrer
- D’Haese, Reinhoud (1928–2007), belgischer Bildhauer und Mitglied der Künstlervereinigung CoBrA
- D’Haese, Roel (1921–1996), belgischer Bildhauer und Grafiker
- Dhahabi, Nadir adh- (* 1946), jordanischer Politiker, Premierminister des Königreichs Jordanien
- Dhaher al-Omar († 1775), arabischer Herrscher im nördlichen PalästinaDhaher al-Omar († 1775)

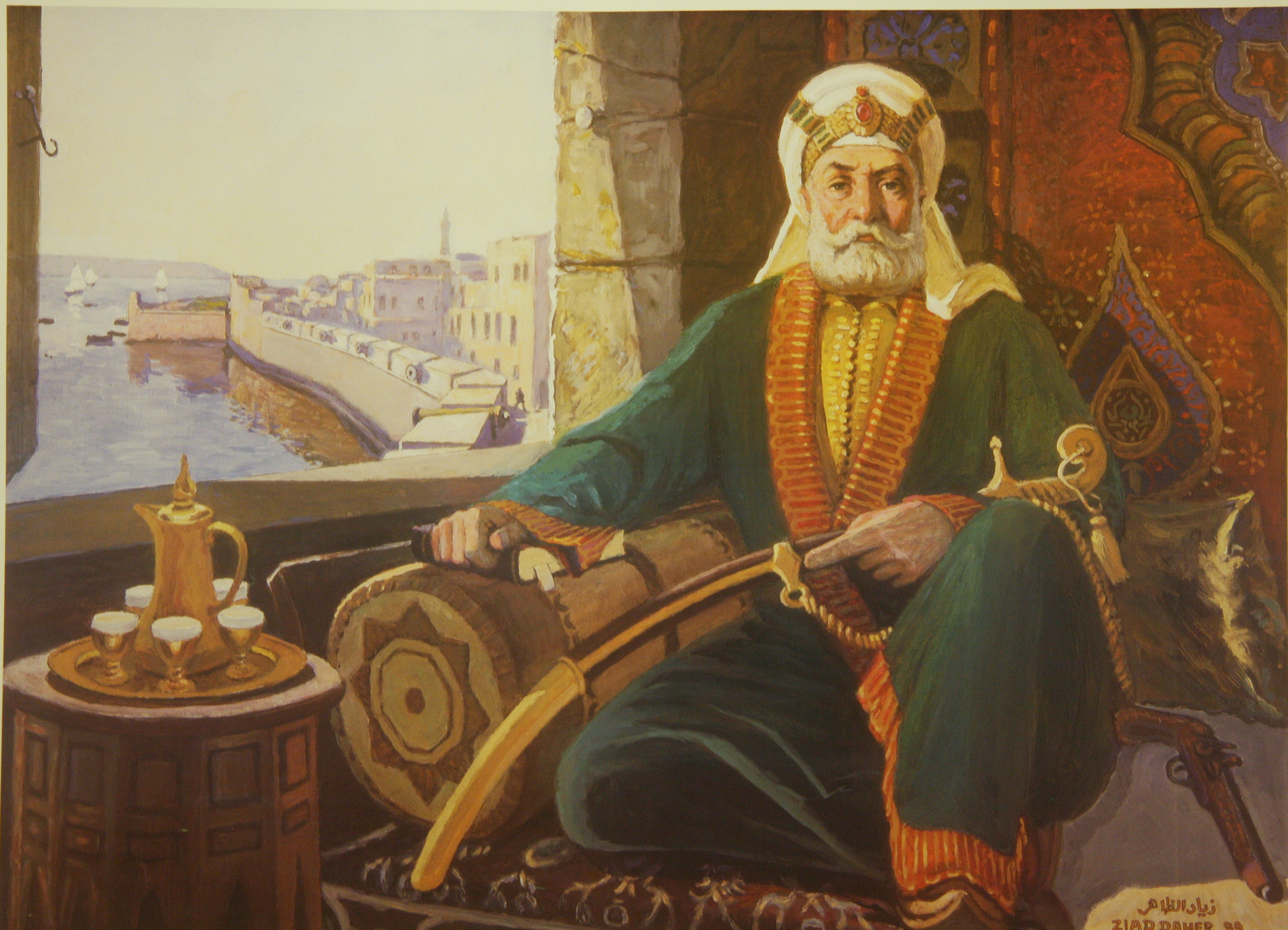
Dhaher al-Omar († 1775)

- Dhaheri, Ahmed Al (* 1985), Eishockeytorwart aus den Vereinigten Arabischen Emiraten
- Dhaheri, Juma Al (* 1975), Eishockeyspieler und -funktionär aus den Vereinigten Arabischen Emiraten
- Dhaheri, Mohammed Al (* 1994), Eishockeyspieler aus den Vereinigten Arabischen Emiraten
- Dhaira, Abel (1987–2016), ugandischer Fußballtorhüter
- Dhakal, Dinesh Kumar (* 1996), bhutanischer Sprinter
- Dhaliwal Singh, Chamkaur (* 1973), singapurischer Leichtathlet
- Dhaliwal, Aminder (* 1988), kanadische Animatorin, Drehbuchautorin und Comic-Künstlerin
- Dhaliwal, Navneet (* 1988), jamaikanischer Cricketspieler
- Dham, Carl Johann Ludwig (1809–1871), Jurist, Politiker und Mitglied der Frankfurter Nationalversammlung 1848/49
- D’ham, Ernst (1887–1977), deutscher Jurist und Schriftsteller
- Dham, Vinod (* 1950), indischer Informatiker und Unternehmer
- Dhamar'ali I., Herrscher von Saba
- Dhamar'ali Watar, Herrscher von Saba
- Dhamar'ali Yuhabirr, Herrscher von Saba
- Dhamen, Gilles (* 1983), luxemburgischer Direktor des Roten Kreuzes
- Dhami, Narinder (* 1958), britische Kinder- und Jugendbuchautorin
- Dhami, Pushkar Singh (* 1975), indischer Politiker
- Dhamija, Jagan Nath (1913–1999), indischer Diplomat
- Dhammaloka, U, irischer Wanderarbeiter und buddhistischen Mönch
- Dhammananda Bhikkhuni (* 1944), thailändische Frauenrechtlerin und buddhistische Nonne (Bhikkhuni)
- Dhammika Rathnayaka, Rathnayaka Mudiyanselage Jeewantha (* 1977), sri-lankischer Fußballspieler
- Dhammiko, Outhai (* 1962), buddhistischer Mönch und Abt des Klosters Wat Sibounheuang bei Heidelberg
- Dhamne, Manas (* 2007), indischer Tennisspieler
- Dhanabalan, Suppiah (* 1937), singapurischer Politiker (PAP)
- Dhananjay, Siddharth (* 1991), indischer Schauspieler
- Dhananjaya, Greshan (* 1997), sri-lankischer Dreispringer
- Dhananjaya, Tharusha (* 1998), sri-lankischer Leichtathlet
- Dhanayaka, Rajitha Sandeepana (* 1989), sri-lankischer Badmintonspieler
- Dhanda, Yan (* 1998), englischer Fußballspieler
- Dhani, Ahmad (* 1972), indonesischer Rockmusiker, Songschreiber und Produzent
- Dhanin Chearavanont (* 1938), thailändischer Unternehmer
- Dhanis, Francis (1861–1909), belgischer Offizier und Kolonialverwalter
- Dhanraj, Deepa (* 1953), indische Schriftstellerin und Filmemacherin
- Dhanraj, Tasie (* 1990), britische Schauspielerin
- Dhanush (* 1983), indischer SchauspielerDhanush (* 1983)

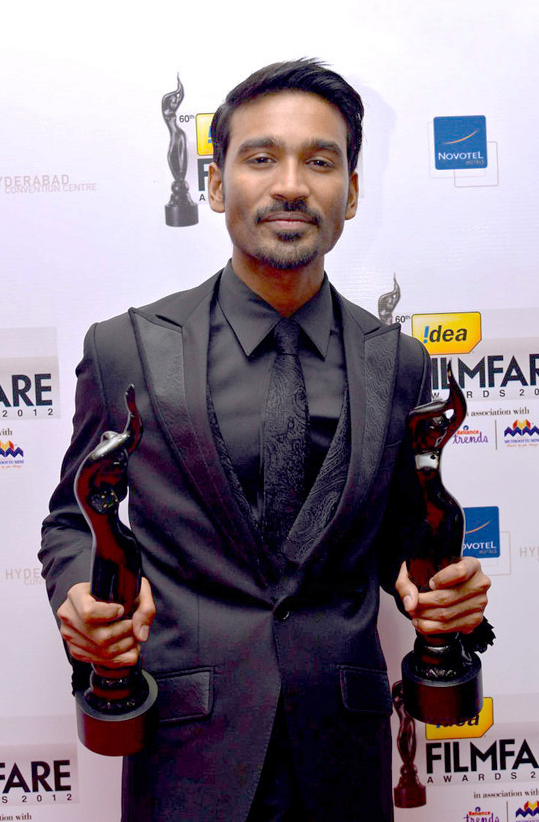
Dhanush (* 1983)

- Dhar, Rumeli (* 1983), indische Cricketspielerin
- Dharampal (1922–2006), indischer Historiker und politischer Philosoph
- Dharancy, Édmond (1887–1961), französischer Turner
- Dharanindravarman II., König des Khmer-Reiches von Phanom Rung
- d’Hardelot, Guy (1858–1936), französische Sängerin und Gesangslehrerin
- Dhardo (1917–1990), buddhistischer Mönch und Reinkarnation des Abtes des Drepung-Klosters in Zentral-Tibet
- d’Hargues, Werner (1890–1972), deutscher Marinesanitätsoffizier
- Dhargye, Tenzin (* 1968), tibetischer Gelehrter der Buddhistischen Wissenschaft, Philosophie und Religion
- Dharia, Mohan (1925–2013), indischer Politiker, Rajya-Sabha- und Lok-Sabha-Mitglied, Unionsminister
- Dharius (* 1984), mexikanischer Rapper
- Dharker, Imtiaz (* 1954), schottisch-pakistanische Dichterin
- Dharma, Alrie Guna (* 1991), indonesischer Badmintonspieler
- Dharmakirti, buddhistischer Philosoph und Logiker
- Dharmapala Rakshita (1268–1287), Oberhaupt der Sakya-Schule des tibetischen Buddhismus; Kaiserlicher Lehrer (dishi)
- Dharmaraj, Rabindra (1946–1981), indischer Filmregisseur
- Dharmasena, Lucky, sri-lankische Badmintonspielerin
- Dharmendra (* 1935), indischer FilmschauspielerDharmendra (* 1935)

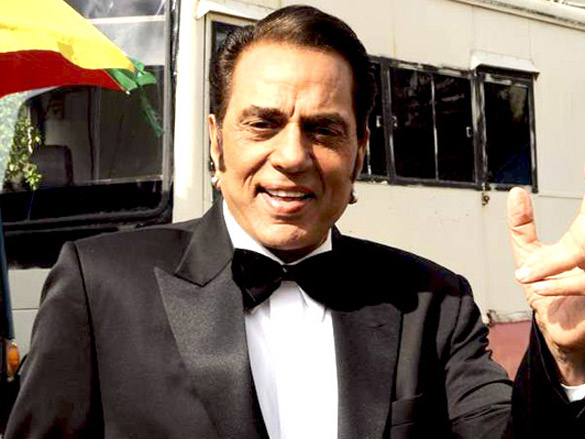
Dharmendra (* 1935)

- Dharshana, Aruna (* 1999), sri-lankischer Leichtathlet
- Dharsono, Hartono (1925–1996), indonesischer Generalleutnant, Diplomat und Politiker
- Dharun, Ayyasamy (* 1996), indischer Sprinter
- d’Hautpoul, Alphonse Henri (1789–1865), französischer General und Politiker
- Dhavernas, Caroline (* 1978), kanadische Schauspielerin
- Dhawan, David (* 1951), indischer Filmregisseur
- Dhawan, Nikita (* 1972), indische PolitikwissenschaftlerinNikita Dhawan (* 1972)

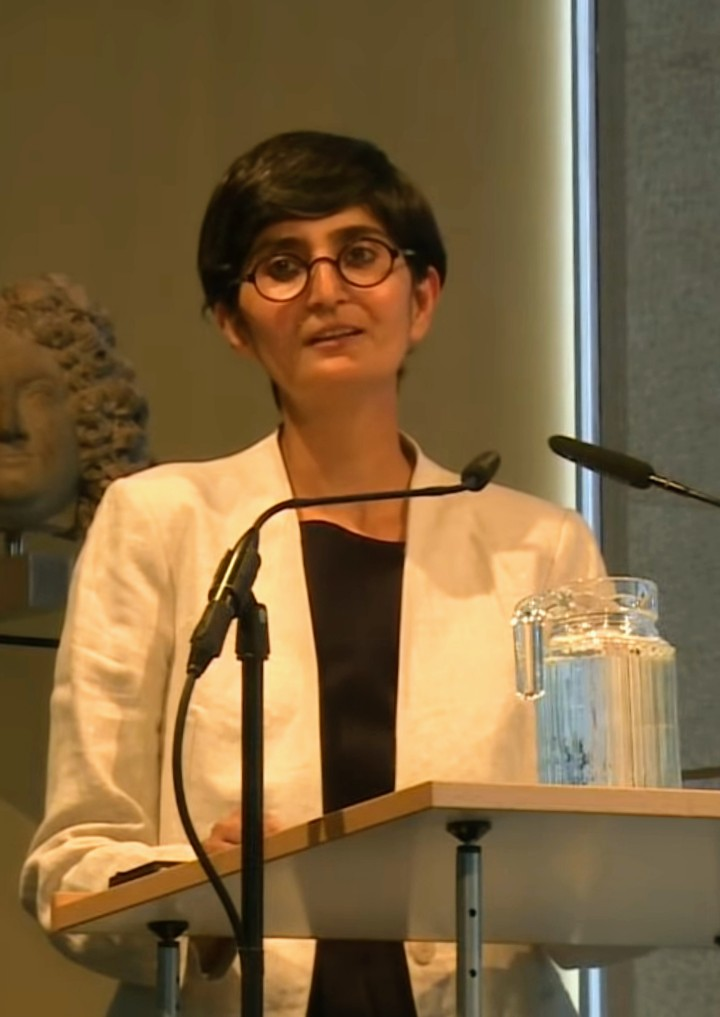
Nikita Dhawan (* 1972)

- Dhawan, Sacha (* 1984), britischer Schauspieler
- Dhawan, Shikhar (* 1985), indischer Cricketspieler
- Dhawan, Varun (* 1987), indischer Schauspieler
- Dhawee Umponmaha (* 1959), thailändischer Boxer und Muay Thai-Kämpfer

### Dhe
- Dhebar, Uchharangray Navalshankar (1905–1977), indischer Politiker
- Dheeb, Ahmed Mohamed (* 1985), katarischer Diskuswerfer
- Dheedene, Didier (* 1972), belgischer Fußballspieler
- D’heil, Friederich (1898–1971), deutscher Kriminalpolizist und Funktionär der Sicherheitspolizei
- D’hein, Werner (* 1939), deutscher Journalist
- Dhejju, Léonard (1931–2019), kongolesischer Geistlicher und römisch-katholischer Bischof von Bunia
- Dhem, Bass (* 1955), französisch-senegalesischer Schauspieler, Regisseur, Maler, Musiker und Sänger
- Dhenin, Caroline (* 1973), französische Tennisspielerin
- Dhéré, Charles (1876–1955), französischer Physiologe und Biochemiker
- Dhere, Mohammed Omar Habeb († 2012), somalischer Politiker, Kriegsherr und Bürgermeister von Mogadischu
- Dhers, Alejandro (* 1952), argentinischer Künstler und Fotograf
- Dhers, Daniel (* 1985), venezolanischer BMX-Fahrer
- Dhéry, Robert (1921–2004), französischer Schauspieler und Regisseur

### Dhi
- Dhiab, Tarak (* 1954), tunesischer Fußballspieler und -trainer
- Dhiegh, Khigh (1910–1991), US-amerikanischer Schauspieler
- Dhifallah, Naim (* 1982), tunesischer Basketballspieler
- Dhillon, Mandeep (* 1990), britische Schauspielerin
- Dhillon, Navjeet (* 1995), indische Diskuswerferin
- Dhillon, Rukshar (* 1993), britische Schauspielerin
- Dhimbiil, Fadumo Ahmed (1948–2018), dschibutische Dichterin, Schauspielerin und Sängerin
- Dhingra, Rachna (* 1977), indisch-US-amerikanische Menschenrechts- und Umweltaktivistin
- Dhiyab bin Isa, Scheich von Abu Dhabi

### Dhk
- Dhkar, Ferdinand (* 1962), indischer römisch-katholischer Geistlicher, Bischof von Jowai

### Dhl
- Dhlakama, Afonso (1953–2018), mosambikanischer Politiker
- Dhlamini, Karabo (* 2001), südafrikanische Fußballspielerin
- Dhlamini, Mbali (* 1990), südafrikanische Künstlerin
- Dhlomo, R. R. R. (1901–1971), südafrikanischer Journalist und Buchautor

### Dho
- Dho, Sebastiano (1935–2021), italienischer Geistlicher, römisch-katholischer Bischof von Alba
- Dhoinine, Ikililou (* 1962), komorischer Politiker und Präsident
- D’Hoker, Eric (* 1956), belgischer Physiker
- Dholakia, Kishan, britischer Physiker
- Dholakia, Navnit, Baron Dholakia (* 1937), britischer Politiker der Liberal Democrats und Mitglied des Oberhauses
- D’Hollander, Berten, belgischer Querflötist und Hochschullehrer
- D’Hollander, Glenn (* 1974), belgischer Radrennfahrer
- Dhom, Georg (1922–2014), deutscher Pathologe
- Dhombres, Jean (* 1942), französischer Mathematiker und Mathematikhistoriker
- Dhomont, Francis (1926–2023), französischer Komponist der elektroakustischen Musik
- Dhonau, Dirk Achim (* 1960), deutscher Jazzmusiker (Schlagzeug, Komposition)
- D’Hondt, Adrien (* 1898), belgischer Ruderer
- Dhondt, Jan (1915–1972), belgischer Historiker
- D’Hondt, Paula (1926–2022), belgische Politikerin
- D’Hondt, Robert (* 1962), belgischer Radrennfahrer
- D’Hondt, Victor (1841–1901), belgischer Jurist
- D’Hondt, Walter (* 1936), kanadischer Ruderer
- Dhoni, Mahendra Singh (* 1981), indischer Cricketspieler
- Dhont, Elena (* 1998), belgische FußballspielerinElena Dhont (* 1998)

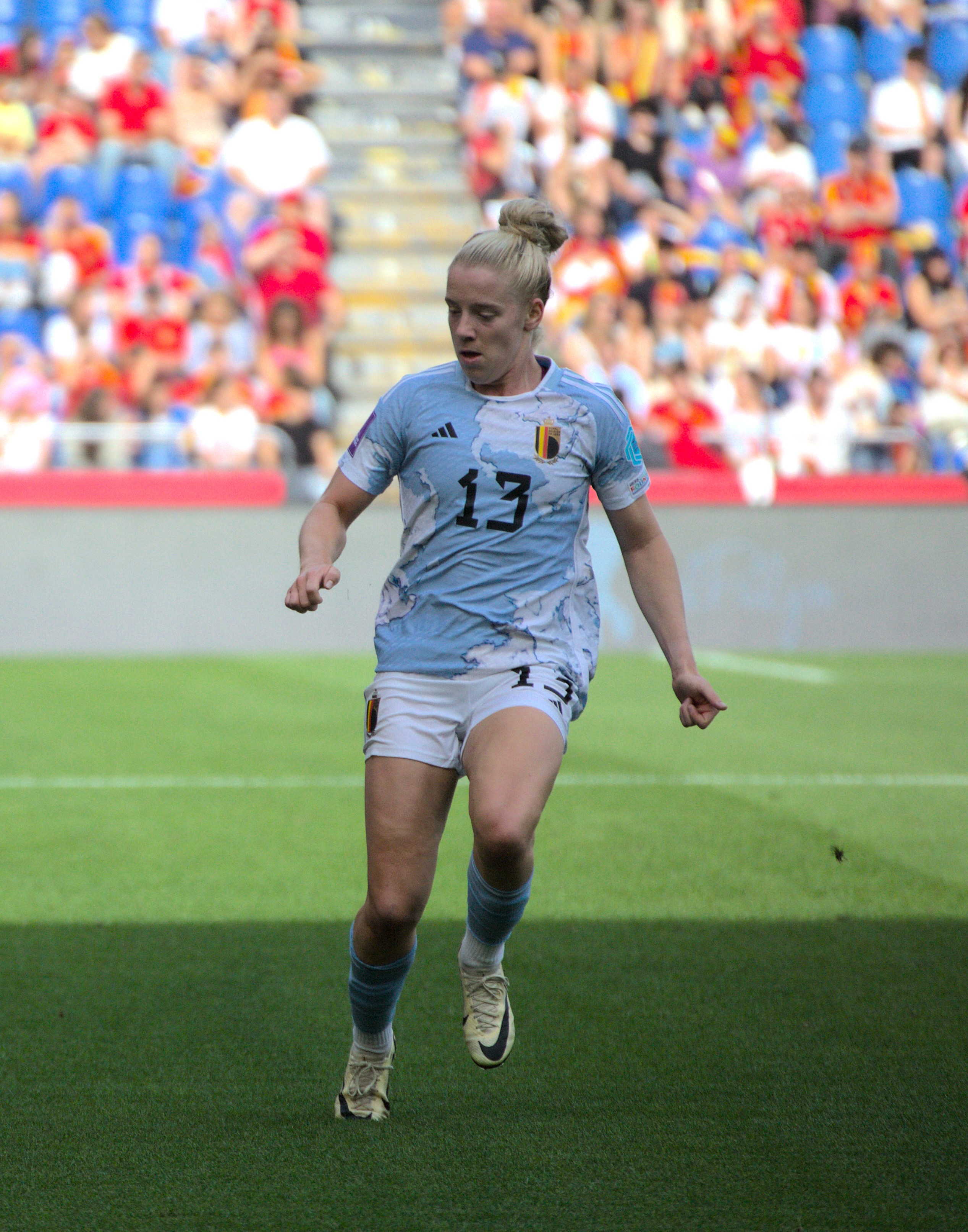
Elena Dhont (* 1998)

- D’hont, Jef (* 1942), belgischer Masseur von Radrennfahrern und Doping-Insider
- Dhont, Lukas (* 1991), belgischer Filmregisseur und Drehbuchautor
- D’Hooghe, Kamiel (1929–2021), belgischer Organist und Musikpädagoge
- D’Hooghe, Michel (* 1945), belgischer Arzt und internationaler Fußballfunktionär
- D’Hooghe, Robert (1903–1987), deutscher Tanzkritiker, Journalist und Fotograf
- D’hoore, Jolien (* 1990), belgische Radrennfahrerin
- Dhorasoo, Vikash (* 1973), französischer FußballspielerVikash Dhorasoo (* 1973)

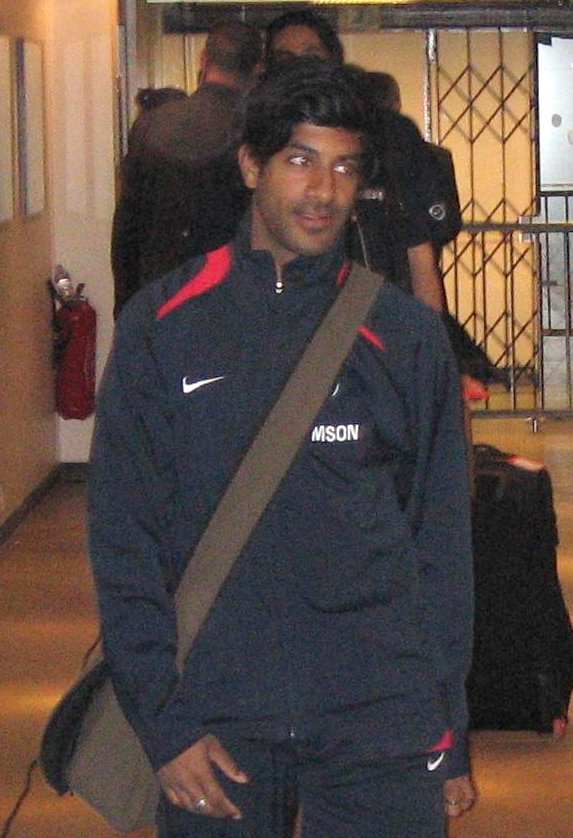
Vikash Dhorasoo (* 1973)

- Dhorme, Édouard (1881–1966), französischer Assyriologe, Semitist und Bibelübersetzer
- D’Hose, Stephanie (* 1981), belgische Politikerin, Senatorin und Präsidentin des Senats
- Dhôtel, André (1900–1991), französischer Schriftsteller
- Dhouibi, Hamdi (* 1982), tunesischer Zehnkämpfer
- d’Hozier, Charles-René (1640–1732), französischer Historiker und Genealoge

### Dhu
- Dhu l-Kifl, Prophet im Islam
- Dhū n-Nūn al-Misrī (796–859), ägyptischer Sufi
- d’Huart, Edouard (1800–1884), belgischer Politiker
- Dhuka, Majlinda, albanische Politikerin (PS)
- Dhulst, Albert (* 1910), französischer Fußballspieler
- D’Hulst, Stijn (* 1991), belgischer Volleyballspieler
- Dhungana, Bhuwan (* 1947), nepalesische Autorin
- Dhuoda, fränkische Adlige

### Dhy
- Dhyani, Ankita (* 2002), indische Leichtathletin